# Jimena Misayauri
Jimena Misayauri ist eine peruanische Langstreckenläuferin.
Am 2. August 2009 gewann sie in der Einzel- und Mannschaftswertung die südamerikanische Meisterschaft im Halbmarathon in Asunción in 1:14:38 h. 
Ihre Marathon-Bestzeit von 2:42:57 h lief sie am 25. Mai 2008 in Ottawa. Bei den Halbmarathon-Weltmeisterschaften 2009 in Birmingham belegte sie mit 1:14:47 h Platz 42.